# Logic and Olivia
Pour les articles homonymes, voir Darkcore.
Logic and Olivia, stylisé Logic & Olivia, est un groupe allemand de synthpop, originaire d'Aue-Schwarzenberg.

## Histoire

### Darkcore
Le groupe est formé le 1er octobre 1999 par René Anke (chant), Matthias Trompelt (clavier) et Tino Weigel (guitare électrique) sous le nom de Darkcore à Aue-Schwarzenberg dans les monts Métallifères en Saxe. Ils mêlent des mélodies synthpop accrocheuses et des rythmes EBM trépidants avec une voix vocale marquante qui caractérise les textes aussi bien en allemand qu'en anglais. Leurs racines musicales remontent aux années 1980, et leur éventail stylistique va d'un son electro dansant à des sonorités alternatives plus rock.
Après les premières représentations à Chemnitz, Schneeberg et Lichtenstein, le premier album negativ suit dès l'an 2000. Faute de partenaires solvables, l'EP Vorbei, sorti en 2001, est auto-produit et distribué de manière privée. En été 2002, Darkcore fait ses débuts en plein air en première partie du festival de rock philharmonique de Netzschkau. En plus de l'auteur-compositeur Anke, Weigel ajoute sa première composition personnelle au répertoire. En outre, il élargit son instrumentarium et joue également de la batterie électronique en direct. L'album LIEBE+TOD élargit la communauté de fans et l'album Timebreaker, sorti l'année suivante, avait atteint une maturité et une qualité auxquelles le groupe travaillait depuis longtemps.
Après 18 mois de travail, les chansons de l'album suivant, Sommerkrieger, devenues plus émotionnelles mais aussi plus expérimentales, sont présentées lors de concerts devenus plus rares pour des raisons privées, comme par exemple à Lauter/Sa. Avec 99/02 Die neuen Versionen, le groupe présente en 2005 un best-of sur lequel d'anciens hits sont réenregistrés et produits. En 2006, Unsterblich est l'album qui permet au groupe d'atteindre le style qu'il a toujours voulu créer grâce à des sons electro expressifs et des mélodies accrocheuses.

### Logic and Olivia
Après une longue pause, le groupe redémarre en 2012 sous le nom de Logic and Olivia, notamment pour se démarquer des interprétations musicales qui sont parfois associées à l'ancien nom. Avec des influences un peu plus rock, l'album Playground of the Past sort en mars 2012 sur le label allemand Danse macabre,,.
Don't Look Back est l'album qui succède à Logic and Olivia en 2014. Après l'arrivée de Kalle Vogel dans le groupe en tant que batteur en 2014, le trio devient un quatuor, puis début septembre 2015, Tino Weigel quitte le groupe pour des raisons personnelles. En 2016, ils sortent leur album  Pink, suivi de Louder than Words en 2018,.

## Discographie
- 2000 : Negativ (sous Darkcore)
- 2001 : Vorbei EP/MCD (sous Darkcore)
- 2002 : Liebe und Tod (sous Darkcore)
- 2003 : Timebreaker (sous Darkcore)
- 2004 : Sommerkrieger (sous Darkcore)
- 2005 : 99|02 Die neuen Versionen (best-of ; sous Darkcore)
- 2006 : Unsterblich (sous Darkcore)
- 2012 : Playground of the Past
- 2014 : Don't Look Back
- 2016 : Pink
- 2018 : Louder than Words